# Kazahsztán a 2018. évi téli olimpiai játékokon
Kazahsztán a dél-koreai Phjongcshangban megrendezett 2018. évi téli olimpiai játékok egyik részt vevő nemzete volt. Az országot az olimpián 9 sportágban 46 sportoló képviselte, akik összesen 1 érmet szereztek.

## Érmesek
| Érem  | Versenyző        | Sportág      | Versenyszám |
| ----- | ---------------- | ------------ | ----------- |
| Bronz | Yuliya Galysheva | Síakrobatika | Női mogul   |

## Alpesisí
Férfi
| Versenyző       | Versenyszám            | 1. futam      | 1. futam      | 2. futam | 2. futam | Összesítés | Összesítés |
| Versenyző       | Versenyszám            | Idő           | Hely.         | Idő      | Hely.    | Idő        | Helyezés   |
| --------------- | ---------------------- | ------------- | ------------- | -------- | -------- | ---------- | ---------- |
| Igor Zakurdayev | Lesiklás               |               |               |          |          | 1:45,01    | 39.        |
| Igor Zakurdayev | Szuperóriás-műlesiklás |               |               |          |          | 1:29,96    | 41.        |
| Igor Zakurdayev | Óriás-műlesiklás       | 1:18,78       | 62.           | 1:16,29  | 46.      | 2:35,07    | 51.        |
| Igor Zakurdayev | Műlesiklás             | nem ért célba | nem ért célba | kiesett  | kiesett  | kiesett    | kiesett    |

| Versenyző       | Versenyszám | Lesiklás | Lesiklás | Műlesiklás | Műlesiklás | Összesítés | Összesítés |
| Versenyző       | Versenyszám | Idő      | Hely.    | Idő        | Hely.      | Idő        | Helyezés   |
| --------------- | ----------- | -------- | -------- | ---------- | ---------- | ---------- | ---------- |
| Igor Zakurdayev | Összetett   | 1:22,29  | 42.      | 53,18      | 32.        | 2:15,47    | 31.        |

Női
| Versenyző        | Versenyszám      | 1. futam | 1. futam | 2. futam | 2. futam | Összesítés | Összesítés |
| Versenyző        | Versenyszám      | Idő      | Hely.    | Idő      | Hely.    | Idő        | Helyezés   |
| ---------------- | ---------------- | -------- | -------- | -------- | -------- | ---------- | ---------- |
| Mariya Grigorova | Óriás-műlesiklás | 1:22,42  | 57.      | 1:18,77  | 51.      | 2:41,19    | 51.        |
| Mariya Grigorova | Műlesiklás       | 1:02,49  | 54.      | 1:01,88  | 51.      | 2:04,37    | 51.        |

## Biatlon
Férfi
| Versenyző                                                       | Versenyszám            | Időeredmény | Lövőhiba    | Helyezés |
| --------------------------------------------------------------- | ---------------------- | ----------- | ----------- | -------- |
| Maxim Braun                                                     | 10 km sprint           | 27:46,7     | 4 (3+1)     | 85.      |
| Maxim Braun                                                     | 20 km egyéni indításos | 53:50,7     | 2 (0+1+0+1) | 61.      |
| Timur Khamitgatin                                               | 20 km egyéni indításos | 54:52,7     | 2 (0+2+0+0) | 72.      |
| Vassiliy Podkorytov                                             | 10 km sprint           | 26:34,7     | 1 (1+0)     | 80.      |
| Vassiliy Podkorytov                                             | 20 km egyéni indításos | 53:52,5     | 2 (1+0+1+0) | 62.      |
| Vladislav Vitenko                                               | 10 km sprint           | 26:32,7     | 4 (2+2)     | 79.      |
| Vladislav Vitenko                                               | 20 km egyéni indításos | 57:11,3     | 7 (2+2+1+2) | 83.      |
| Roman Yeremin                                                   | 10 km sprint           | 25:21,9     | 2 (1+1)     | 43.      |
| Roman Yeremin                                                   | 12,5 km üldözőverseny  | 38:51,1     | 8 (2+1+2+3) | 52.      |
| Maxim Braun Vassiliy Podkorytov Vladislav Vitenko Roman Yeremin | 4 × 7,5 km váltó       | lekörtözve  | 12 (5+7)    | 17.      |

Női
| Versenyző                                                        | Versenyszám            | Időeredmény | Lövőhiba    | Helyezés |
| ---------------------------------------------------------------- | ---------------------- | ----------- | ----------- | -------- |
| Darya Klimina                                                    | 7,5 km sprint          | 23:47,7     | 3 (2+1)     | 58.      |
| Darya Klimina                                                    | 10 km üldözőverseny    | 38:00,0     | 8 (1+1+3+3) | 57.      |
| Darya Klimina                                                    | 15 km egyéni indításos | 46:44,4     | 3 (2+0+1+0) | 51.      |
| Olga Poltoranina                                                 | 7,5 km sprint          | 23:59,6     | 2 (0+2)     | 63.      |
| Olga Poltoranina                                                 | 15 km egyéni indításos | 46:36,5     | 2 (0+0+1+1) | 46.      |
| Alina Raikova                                                    | 7,5 km sprint          | 24:33,8     | 3 (0+3)     | 71.      |
| Alina Raikova                                                    | 15 km egyéni indításos | 46:37,4     | 3 (0+1+0+2) | 47.      |
| Galina Vishnevskaya                                              | 7,5 km sprint          | 22:52,2     | 2 (2+0)     | 30.      |
| Galina Vishnevskaya                                              | 10 km üldözőverseny    | 33:05,9     | 1 (0+0+1+0) | 20.      |
| Galina Vishnevskaya                                              | 15 km egyéni indításos | 46:23,4     | 3 (0+2+1+0) | 45.      |
| Darya Klimina Olga Poltoranina Alina Raikova Galina Vishnevskaya | 4 × 6 km váltó         | 1:14:18,0   | 10 (2+8)    | 14.      |

Vegyes
| Versenyző                                                   | Versenyszám  | Időeredmény | Lövőhiba | Helyezés |
| ----------------------------------------------------------- | ------------ | ----------- | -------- | -------- |
| Maxim Braun Roman Yeremin Alina Raikova Galina Vishnevskaya | Vegyes váltó | 1:14:13,7   | 10 (7+3) | 18.      |

## Gyorskorcsolya
Férfi
| Versenyző        | Versenyszám | Eredmény | Helyezés |
| ---------------- | ----------- | -------- | -------- |
| Artyom Krikunov  | 500 m       | 35,34    | 25.      |
| Roman Krech      | 500 m       | 35,92    | 35.      |
| Denis Kuzin      | 1000 m      | 1:10,13  | 27.      |
| Denis Kuzin      | 1500 m      | 1:49,14  | 30.      |
| Fyodor Mezentsev | 1000 m      | 1:10,62  | 33.      |
| Fyodor Mezentsev | 1500 m      | 1:48,23  | 28.      |
| Stanislav Palkin | 500 m       | 35,33    | 24.      |
| Stanislav Palkin | 1000 m      | 1:10,149 | 29.      |

Női
| Versenyző         | Versenyszám | Eredmény | Helyezés |
| ----------------- | ----------- | -------- | -------- |
| Yekaterina Aydova | 500 m       | 38,96    | 21.      |
| Yekaterina Aydova | 1000 m      | 1:17,09  | 24.      |
| Yekaterina Aydova | 1500 m      | 1:59,05  | 18.      |

Tömegrajtos
| Versenyző        | Versenyszám | Elődöntő | Elődöntő | Elődöntő | Döntő   | Döntő   | Döntő    |
| Versenyző        | Versenyszám | Pont     | Idő      | Hely.    | Pont    | Idő     | Helyezés |
| ---------------- | ----------- | -------- | -------- | -------- | ------- | ------- | -------- |
| Fyodor Mezentsev | Férfi       | 0.       | 8:43,26  | 11.      | kiesett | kiesett | kiesett  |

## Műkorcsolya
| Versenyző             | Versenyszám  | Rövid program | Rövid program | Kűr     | Kűr     | Összesítés | Összesítés |
| Versenyző             | Versenyszám  | Pont          | Hely.         | Pont    | Hely.   | Pont       | Helyezés   |
| --------------------- | ------------ | ------------- | ------------- | ------- | ------- | ---------- | ---------- |
| Denis Ten             | Férfi egyéni | 70,12         | 27.           | kiesett | kiesett | kiesett    | kiesett    |
| Aiza Mambekova        | Női egyéni   | 44,40         | 30.           | kiesett | kiesett | kiesett    | kiesett    |
| Elizabet Tursynbayeva | Női egyéni   | 57,95         | 15.           | 118,30  | 13.     | 177,12     | 12.        |

## Rövidpályás gyorskorcsolya
Férfi
| Versenyző                                                                                       | Versenyszám  | Előfutam      | Előfutam      | Negyeddöntő   | Negyeddöntő   | Elődöntő | Elődöntő | B döntő  | B döntő | Döntő   | Döntő   | Helyezés |
| Versenyző                                                                                       | Versenyszám  | Idő           | Hely.         | Idő           | Hely.         | Idő      | Hely.    | Idő      | Hely.   | Idő     | Hely.   | Helyezés |
| ----------------------------------------------------------------------------------------------- | ------------ | ------------- | ------------- | ------------- | ------------- | -------- | -------- | -------- | ------- | ------- | ------- | -------- |
| Abzal Azhgaliyev                                                                                | 500 m        | 43,388        | 3. ADV        | 41,616        | 4. ADV        | 40,835   | 5.       | kiesett  | kiesett | kiesett | kiesett | 9.       |
| Denis Nikisha                                                                                   | 500 m        | 41,436        | 3. ADV        | 40,806        | 3.            | kiesett  | kiesett  | kiesett  | kiesett | kiesett | kiesett | 13.      |
| Denis Nikisha                                                                                   | 1500 m       | 2:14,847      | 4.            |               |               | kiesett  | kiesett  | kiesett  | kiesett | kiesett | kiesett | 24.      |
| Nurbergen Zhumagaziyev                                                                          | 500 m        | 40,748        | 3. ADV        | nem ért célba | nem ért célba | kiesett  | kiesett  | kiesett  | kiesett | kiesett | kiesett | 18.      |
| Nurbergen Zhumagaziyev                                                                          | 1000 m       | 1:24,271      | 4.            | kiesett       | kiesett       | kiesett  | kiesett  | kiesett  | kiesett | kiesett | kiesett | 25.      |
| Nurbergen Zhumagaziyev                                                                          | 1500 m       | nem ért célba | nem ért célba |               |               | kiesett  | kiesett  | kiesett  | kiesett | kiesett | kiesett | 33.      |
| Abzal Azhgaliyev Denis Nikisha Yerkebulan Shamukhanov Mersaid Zhaxybayev Nurbergen Zhumagaziyev | 5000 m váltó |               |               |               |               | 6:47,727 | 3.       | 6:52,791 | 6.      |         |         | 6.       |

Női
| Versenyző            | Versenyszám | Előfutam | Előfutam | Negyeddöntő | Negyeddöntő | Elődöntő | Elődöntő | B döntő | B döntő | Döntő   | Döntő   | Helyezés |
| Versenyző            | Versenyszám | Idő      | Hely.    | Idő         | Hely.       | Idő      | Hely.    | Idő     | Hely.   | Idő     | Hely.   | Helyezés |
| -------------------- | ----------- | -------- | -------- | ----------- | ----------- | -------- | -------- | ------- | ------- | ------- | ------- | -------- |
| Kim Iong-a           | 1000 m      | 1:29,703 | 3.       | kiesett     | kiesett     | kiesett  | kiesett  | kiesett | kiesett | kiesett | kiesett | 19.      |
| Kim Iong-a           | 1500 m      | 2:29,875 | 4.       |             |             | kiesett  | kiesett  | kiesett | kiesett | kiesett | kiesett | 22.      |
| Anastassiya Krestova | 500 m       | 43,821   | 4.       | kiesett     | kiesett     | kiesett  | kiesett  | kiesett | kiesett | kiesett | kiesett | 26.      |
| Anastassiya Krestova | 1000 m      | 1:31,557 | 3.       | kiesett     | kiesett     | kiesett  | kiesett  | kiesett | kiesett | kiesett | kiesett | 21.      |
| Anastassiya Krestova | 1500 m      | kizárták | kizárták |             |             | kiesett  | kiesett  | kiesett | kiesett | kiesett | kiesett | –        |

## Síakrobatika
Ugrás
| Versenyző               | Versenyszám | Selejtező  | Selejtező  | Selejtező  | Selejtező  | Döntő      | Döntő      | Döntő      | Döntő      | Döntő      | Helyezés |
| Versenyző               | Versenyszám | 1. forduló | 1. forduló | 2. forduló | 2. forduló | 1. forduló | 1. forduló | 2. forduló | 2. forduló | 3. forduló | Helyezés |
| Versenyző               | Versenyszám | Pont       | Hely.      | Pont       | Hely.      | Pont       | Hely.      | Pont       | Hely.      | Pont       | Helyezés |
| ----------------------- | ----------- | ---------- | ---------- | ---------- | ---------- | ---------- | ---------- | ---------- | ---------- | ---------- | -------- |
| Ildar Badrutdinov       | Férfi       | 89,18      | 19.        | 94,47      | 15.        | kiesett    | kiesett    | kiesett    | kiesett    | kiesett    | 21.      |
| Marzhan Akzhigit        | Női         | 79,17      | 14.        | 70,20      | 12.        | kiesett    | kiesett    | kiesett    | kiesett    | kiesett    | 18.      |
| Zhanbota Aldabergenova  | Női         | 81,07      | 12.        | 85,36      | 7.         | kiesett    | kiesett    | kiesett    | kiesett    | kiesett    | 13.      |
| Akhmarzhan Kalmurzayeva | Női         | 58,58      | 21.        | 47,32      | 16.        | kiesett    | kiesett    | kiesett    | kiesett    | kiesett    | 22.      |
| Ayana Zholdas           | Női         | 51,01      | 23.        | 57,98      | 18.        | kiesett    | kiesett    | kiesett    | kiesett    | kiesett    | 24.      |

Mogul
| Versenyző        | Versenyszám | Selejtező | Selejtező | Selejtező | Selejtező | Selejtező | Selejtező | Selejtező | Selejtező | Döntő    | Döntő    | Döntő    | Döntő    | Döntő    | Döntő    | Döntő    | Döntő    | Döntő    | Döntő    | Döntő    | Helyezés |
| Versenyző        | Versenyszám | 1. futam  | 1. futam  | 1. futam  | 1. futam  | 2. futam  | 2. futam  | 2. futam  | 2. futam  | 1. futam | 1. futam | 1. futam | 1. futam | 2. futam | 2. futam | 2. futam | 2. futam | 3. futam | 3. futam | 3. futam | Helyezés |
| Versenyző        | Versenyszám | Idő       | Pont      | Össz.     | Hely.     | Idő       | Pont      | Össz.     | Hely.     | Idő      | Pont     | Össz.    | Hely.    | Idő      | Pont     | Össz.    | Hely.    | Idő      | Pont     | Össz.    | Helyezés |
| ---------------- | ----------- | --------- | --------- | --------- | --------- | --------- | --------- | --------- | --------- | -------- | -------- | -------- | -------- | -------- | -------- | -------- | -------- | -------- | -------- | -------- | -------- |
| Pavel Kolmakov   | Férfi       | 13,74     | 66,24     | 79,98     | 7.        | kiemelt   | kiemelt   | kiemelt   | kiemelt   | 25,88    | 64,35    | 78,22    | 11.      | 25,39    | 61,58    | 76,10    | 7.       | kiesett  | kiesett  | kiesett  | 7.       |
| Dmitriy Reiherd  | Férfi       | 25,08     | 66,30     | 81,23     | 3.        | kiemelt   | kiemelt   | kiemelt   | kiemelt   | 24,70    | 64,34    | 79,77    | 6.       | 23,85    | 42,09    | 58,64    | 8.       | kiesett  | kiesett  | kiesett  | 8.       |
| Ayaulum Amrenova | Női         | 35,15     | 44,39     | 52,78     | 26.       | 35,25     | 30,40     | 38,68     | 17.       | kiesett  | kiesett  | kiesett  | kiesett  | kiesett  | kiesett  | kiesett  | kiesett  | kiesett  | kiesett  | kiesett  | 27.      |
| Yuliya Galysheva | Női         | 30,51     | 62,74     | 76,36     | 7.        | kiemelt   | kiemelt   | kiemelt   | kiemelt   | 30,62    | 61,61    | 75,10    | 7.       | 30,65    | 63,35    | 76,81    | 6.       | 30,14    | 63,37    | 77,40    |          |

## Sífutás
Távolsági
Férfi
| Versenyző                                                         | Versenyszám     | Klasszikus | Klasszikus | Szabad  | Szabad | Összesen        | Összesen        |            |
| Versenyző                                                         | Versenyszám     | Idő        | Hely.      | Idő     | Hely.  | Idő             | Helyezés        |            |
| ----------------------------------------------------------------- | --------------- | ---------- | ---------- | ------- | ------ | --------------- | --------------- | ---------- |
| Alexey Poltoranin                                                 | 50 km           |            |            |         |        | utólag kizárták | utólag kizárták |            |
| Vitaliy Pukhalo                                                   | 15 km           |            |            |         |        | 36:57,4         | 51.             |            |
| Vitaliy Pukhalo                                                   | 30 km           | 42:27,0    | 40.        | 36:45,9 | 30.    | 1:19:46,7       | 32.             |            |
| Vitaliy Pukhalo                                                   | 50 km           |            |            |         |        | 2:27:10,6       | 48.             |            |
| Yevgeniy Velichko                                                 | 15 km           |            |            |         |        | 37:28,6         | 57.             |            |
| Yevgeniy Velichko                                                 | 30 km           | 41:47,4    | 33.        | 38:44,4 | 51.    | 1:21:03,9       | 41.             |            |
| Yevgeniy Velichko                                                 | 50 km           |            |            |         |        | 2:21:43,2       | 35.             |            |
| Denis Volotka                                                     | 15 km           |            |            |         |        | 37:39,8         | 60.             |            |
| Denis Volotka                                                     | 50 km           |            |            |         |        | nem indult      | nem indult      | nem indult |
| Alexey Poltoranin Vitaliy Pukhalo Yevgeniy Velichko Denis Volotka | 4 × 10 km váltó |            |            |         |        | utólag kizárták | utólag kizárták |            |

Női
| Versenyző          | Versenyszám | Klasszikus | Klasszikus | Szabad        | Szabad        | Összesen      | Összesen      |               |
| Versenyző          | Versenyszám | Idő        | Hely.      | Idő           | Hely.         | Idő           | Helyezés      |               |
| ------------------ | ----------- | ---------- | ---------- | ------------- | ------------- | ------------- | ------------- | ------------- |
| Yelena Kolomina    | 10 km       |            |            |               |               | 29:13,0       | 63.           |               |
| Yelena Kolomina    | 15 km       | 24:12,1    | 56.        | 21:38,6       | 54.           | 46:28,5       | 54.           |               |
| Yelena Kolomina    | 30 km       |            |            |               |               | 1:35:38,4     | 33.           |               |
| Anna Shevchenko    | 10 km       |            |            |               |               | 28:56,9       | 56.           |               |
| Anna Shevchenko    | 15 km       | 22:52,3    | 32.        | 20:59,9       | 39.           | 44:25,1       | 36.           |               |
| Anna Shevchenko    | 30 km       |            |            |               |               | 1:35:36,1     | 31.           |               |
| Valeriya Tyuleneva | 10 km       |            |            |               |               | 28:20,7       | 47.           |               |
| Valeriya Tyuleneva | 15 km       | 23,41,6    | 47.        | nem ért célba | nem ért célba | nem ért célba | nem ért célba | nem ért célba |
| Valeriya Tyuleneva | 30 km       |            |            |               |               | 1:35:38,0     | 32.           |               |

Sprint
| Versenyző                          | Versenyszám         | Selejtező       | Selejtező       | Negyeddöntő     | Negyeddöntő     | Elődöntő        | Elődöntő        | Döntő   | Helyezés |
| Versenyző                          | Versenyszám         | Idő             | Hely.           | Idő             | Hely.           | Idő             | Hely.           | Idő     | Helyezés |
| ---------------------------------- | ------------------- | --------------- | --------------- | --------------- | --------------- | --------------- | --------------- | ------- | -------- |
| Alexey Poltoranin                  | Férfi egyéni sprint | utólag kizárták | utólag kizárták | utólag kizárták | utólag kizárták | kiesett         | kiesett         | kiesett | –        |
| Denis Volotka                      | Férfi egyéni sprint | 3:22,52         | 49.             | kiesett         | kiesett         | kiesett         | kiesett         | kiesett | 49.      |
| Alexey Poltoranin Denis Volotka    | Férfi csapatsprint  |                 |                 |                 |                 | utólag kizárták | utólag kizárták | kiesett | –        |
| Yelena Kolomina                    | Női egyéni sprint   | 3:39,22         | 55.             | kiesett         | kiesett         | kiesett         | kiesett         | kiesett | 55.      |
| Anna Shevchenko                    | Női egyéni sprint   | 3:23,27         | 27.             | 3:23,56         | 6.              | kiesett         | kiesett         | kiesett | 29.      |
| Valeriya Tyuleneva                 | Női egyéni sprint   | 3:47,27         | 60.             | kiesett         | kiesett         | kiesett         | kiesett         | kiesett | 60.      |
| Anna Shevchenko Valeriya Tyuleneva | Női csapatsprint    |                 |                 |                 |                 | 17:57,04        | 10.             | kiesett | 20.      |

## Síugrás
Férfi
| Versenyző        | Versenyszám | Selejtező | Selejtező | Selejtező | 1. ugrás | 1. ugrás | 1. ugrás | 2. ugrás | 2. ugrás | 2. ugrás | Összesítés | Összesítés |
| Versenyző        | Versenyszám | Táv       | Pont      | Hely.     | Táv      | Pont     | Hely.    | Táv      | Pont     | Hely.    | Pont       | Helyezés   |
| ---------------- | ----------- | --------- | --------- | --------- | -------- | -------- | -------- | -------- | -------- | -------- | ---------- | ---------- |
| Sergey Tkachenko | Normálsánc  | 84,0      | 83,7      | 51.       | kiesett  | kiesett  | kiesett  | kiesett  | kiesett  | kiesett  | kiesett    | kiesett    |
| Sergey Tkachenko | Nagysánc    | 111,0     | 70,9      | 47.       | 107,5    | 73,5     | 49.      | kiesett  | kiesett  | kiesett  | kiesett    | kiesett    |

## Szánkó
| Versenyző        | Versenyszám | 1. futam | 1. futam | 2. futam | 2. futam | 3. futam | 3. futam | 4. futam | 4. futam | Összesítés | Összesítés |
| Versenyző        | Versenyszám | Idő      | Hely.    | Idő      | Hely.    | Idő      | Hely.    | Idő      | Hely.    | Idő        | Helyezés   |
| ---------------- | ----------- | -------- | -------- | -------- | -------- | -------- | -------- | -------- | -------- | ---------- | ---------- |
| Nikita Kopyrenko | Férfi egyes | 50,147   | 35.      | 50,327   | 38.      | 49,244   | 34.      | kiesett  | kiesett  | 2:29,718   | 36.        |